# Hornstull (Stockholms tunnelbana)
Hornstull ist eine unterirdische Station der Stockholmer U-Bahn. Sie befindet sich im Stadtteil Södermalm. Die Station wird von der Röda linjen des Stockholmer U-Bahn-Systems bedient. Die zentrale Lage in der Innenstadt macht die Station zu einer der vielfrequentierten Stationen des U-Bahn-Netzes. An einem normalen Werktag steigen 17.700 Pendler hier zu.
Die Station wurde am 5. April 1964 in Betrieb genommen, als der erste Abschnitt der Röda linjen zwischen T-Centralen und Fruängen bzw. Örnsberg eingeweiht wurde. Der Bahnhof wurde in offener Bauweise errichtet. Die Station liegt zwischen den Stationen Liljeholmen und Zinkensdamm. Bis zum Stockholmer Hauptbahnhof sind es etwa 3 km.